# Férolles
Férolles è un comune francese di 1 224 abitanti situato nel dipartimento del Loiret nella regione del Centro-Valle della Loira.

## Società

### Evoluzione demografica
Abitanti censiti